# برنارد غولدمان
برنارد غولدمان (بالإنجليزية: Bernard Goldman)‏ هو مؤرخ الفن أمريكي، ولد في 1922، وتوفي في 2006.